# 格蘭特縣 (華盛頓州)
格蘭特縣（英語：Grant County）是美国华盛顿州中部偏東的一個郡，哥倫比亞河在構成了西部邊界。根據2020年美國人口普查，共有人口99,123人。縣治埃夫拉塔。該郡於1909年2月24日自道格拉斯縣獨立出；縣名紀念南北战争時期北方軍將領、後來成為第十八任美国总统的尤利西斯·格兰特。

## 地理
根據美国人口普查局，本郡的總面積為7,230平方（2,791平方英里），其中陸地面積占6,940平方（2,679平方英里）、水域面積占290平方（112平方英里） （4.0%）。

### 地理特色
- 哥倫比亞河
- 摩西湖
- 鍋穴水庫（英语：Potholes Reservoir）
- 大古力

### 主要公路
- 90號州際公路
- 2号美国国道
- 17號華盛頓州州道（英语：Washington State Route 17）
- 28號華盛頓州州道（英语：Washington State Route 28）

### 毗鄰郡
- 北－道格拉斯縣
- 東北－奧卡諾根縣
- 東－林肯縣
- 東－亚当斯县
- 東南－富蘭克林縣
- 南－本頓縣
- 西南－雅基馬縣
- 西－基帝塔什縣

### 國家保護區
- 哥倫比亞野生動物保護區（英语：Columbia National Wildlife Refuge）（部分）
- 漢福德流域國家紀念區（英语：Hanford Reach National Monument）（部分）
- 羅斯福湖國家休閒區（英语：Lake Roosevelt National Recreation Area）（部分）
- 沙鐸山國家野生動物保護區（英语：Saddle Mountain National Wildlife Refuge）（部分）

## 資料來源
1. ↑  . United States Census Bureau.   [November 10, 2024]. （原始内容存档于2024-07-03）.
2. ↑  . National Association of Counties.   [2011-06-07].
3. ↑  . HistoryLink.org. 2003-03-06  [2014-01-20]. （原始内容存档于2008-06-07）.
4. ↑  . United States Census Bureau. 2011-02-12  [2011-04-23].

## 外部連結
- （英文） 格蘭特縣 （页面存档备份，存于）
- （英文） 格蘭特縣相片集 （页面存档备份，存于）
- （英文） 格蘭特縣交通局 （页面存档备份，存于）